# Aero A.12
Die Aero A.12 war ein zweisitziges Doppeldecker-Flugzeug der tschechischen Firma Aero aus Prag, entwickelt zu Beginn der 1920er-Jahre.

## Konstruktion

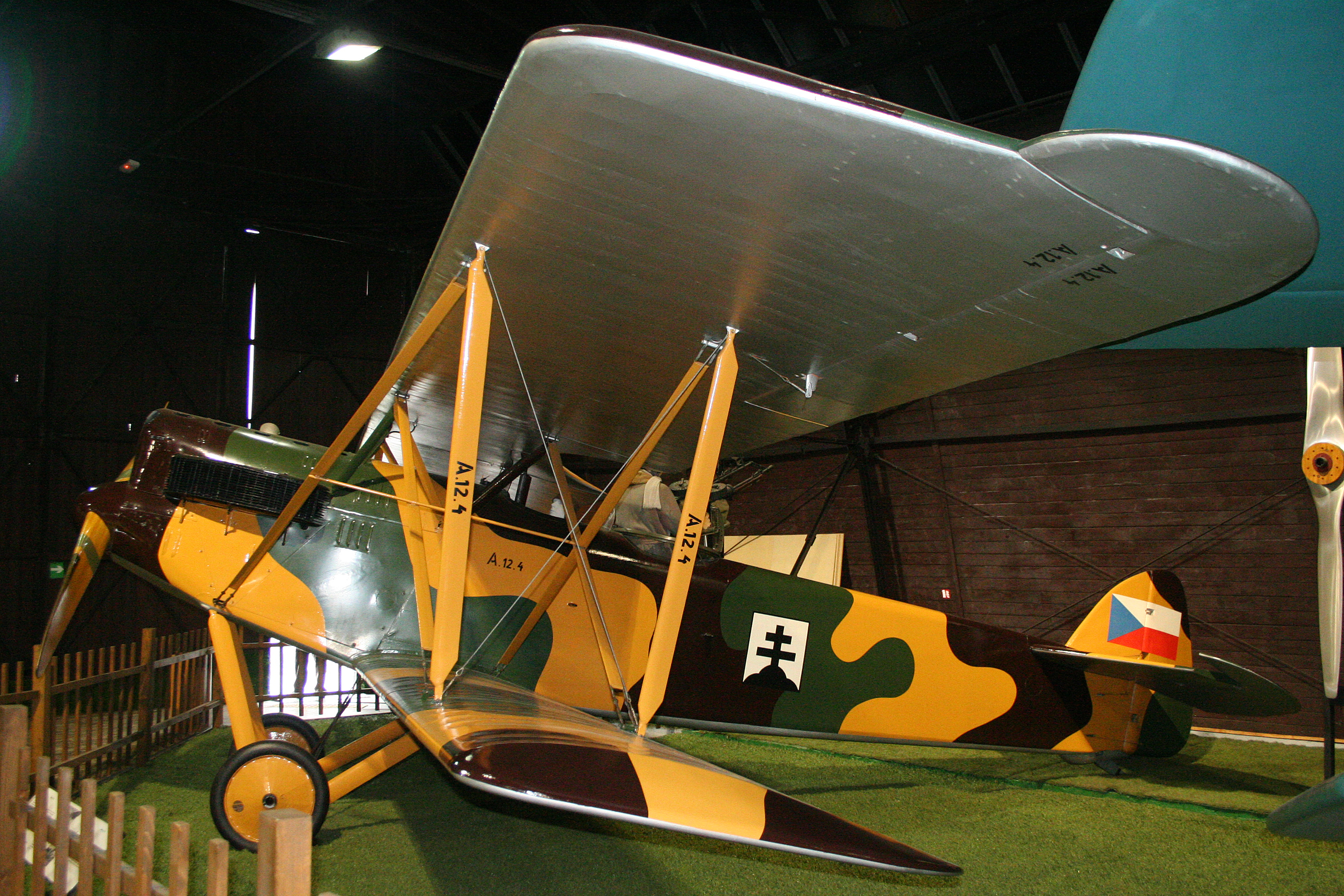
Aero A.12 im Luftfahrtmuseum Kbely

Konzipiert war die A.12 ursprünglich als Aufklärungsflugzeug, fand später aber auch Verwendung als leichter Bomber. Die Plätze für die beiden Besatzungsmitglieder waren hintereinander angeordnet; vorne saß der Pilot, hinten der Beobachter bzw. Bombenschütze. Aus der A.12 wurde später die erfolgreiche Aero A.11 entwickelt.
Eine flugfähiger Nachbau dieses Typs ist heute im Letecke Muzeum in Kbely zu besichtigen.

## Militärische Nutzer
Tschechoslowakei
- Tschechoslowakische Luftwaffe

## Technische Daten
| Kenngröße             | Daten |
| --------------------- | --- |
| Besatzung             | 2 |
| Länge                 | 8,30 m |
| Spannweite            | oben 12,78 m/unten 10,80 m |
| Höhe                  | 3,10 m |
| Flügelfläche          | 36,51 m² |
| Leermasse             | 1080 kg |
| max. Startmasse       | 1537 kg |
| Antrieb               | ein Sechszylindermotor Typ Walter W-IV mit 176 kW (ca. 240 PS)                                                                       |
| Höchstgeschwindigkeit | 201 km/h |
| Reisegeschwindigkeit  | 180 km/h |
| Steigrate             | 3,47 m/s |
| Dienstgipfelhöhe      | 7500 m |
| Reichweite            | max. 760 km |
| Bewaffnung            | ein nach vorne feuerndes 7,7-mm-Vickers-MG für den Piloten, ein bewegliches, nach hinten ausgerichtetes Lewis-MG im hinteren Cockpit |